# 轻歌剧
輕歌剧（義大利語：operetta）出现于19世纪，是娱乐性较强的一类歌剧。與歌劇相比，輕歌劇的結構更為短小，風格偏向轻松活泼，情节多取自于现实生活，偏重讽刺揭露。輕歌剧采用独唱、重唱、合唱、舞蹈和说白等形式，并结合当时的流行歌曲，通俗易懂。
輕歌剧的代表作品有英國作曲家威廉·S·吉尔伯特与阿瑟·萨利文的十四部作品，法國奥芬巴赫的《地獄中的奧菲歐》（1858年）、奧匈帝國小约翰·施特劳斯的《蝙蝠》（1874年）以及莱哈尔的《风流寡妇》（1905年）等等。
在20世纪以后的英国和美国，轻歌剧逐渐被音乐剧取代。